# Zygmunt Kowalik
Zygmunt Kowalik (ur. 8 maja 1937 w Radomsku) – polsko-amerykański fizyk morza. Członek zagraniczny Wydziału Nauk Ścisłych i Nauk o Ziemi Polskiej Akademii Nauk od 2000 roku. Profesor emeritus Institute of Marine Science w College of Fisheries and Ocean Sciences Uniwersytetu Alaski,
Tytuł magistra uzyskał w 1960 roku na Moskiewskim Uniwersytecie Państwowym im. M.W. Łomonosowa, doktoryzował się pięć lat później w Instytucie Budownictwa Wodnego Polskiej Akademii Nauk.
Autor książki Podstawy hydroakustyki oraz współautor publikacji Numerical Modeling of Ocean Dynamics.